# Amber (Indie)
Amber je indické město, ležící ve státě Rádžasthán, asi 11 km severovýchodně od Džajpuru a žije v něm přibližně 25 000 obyvatel. Býval samostatným městem, nyní ale spadá pod džajpurskou správu. Významnou památkou je Stará pevnost.

## Historie
Zprávy o existenci vzkvétající osady sahají až k roku 967 našeho letopočtu, ale pravděpodobně existovala mnohem dříve. Významný zlom v jejím rozvoji nastal roku 1037, kdy byla pevnost dobyta rádžpútským klanem Kačhváha. Původní obyvatelé města patřili k dodnes početnému kmeni Mína. Velkého významu město dosáhlo po roce 1590, za vlády významného bojovníka, generála ve službách mughalského císaře Akbara, Man Singha I. (vládl do roku 1614), který nechal vybudovat větší část dodnes zachovalé palácové pevnosti.
Amber byl hlavním městem státu pod vládou hlavní větve Kačhváhů až do roku 1727. Tehdejší král Saváí Džaj Singh II. založil nové velkolepě naplánované město, které pojmenoval po sobě jako Džajnagara (dnes Džajpur). Po dokončení stavby města se do něj přestěhoval celý královský dvůr i všechny další důležité osoby, pouze bráhmani vázaní k chrámu bohyně Šila Deví žili v pevnosti dále. V pevnosti stále zůstávala silná vojenská posádka.
Palác se skládá z několika pozoruhodných budov, například Diwan-i-Khas a komplikovaně barevně vyzdobeného chrámu boha Ganéši, které nechal postavit proslulý válečník Mirza Rádža Džaj Singh I. (vnuk Man Singha).
Původní stará pevnost, jejíž základy položili už Mínové, je dnes známá jako pevnost Džajgarh a je to v podstatě spíše vojenská obranná stavba nežli palác a s dnešní amberskou pevností je spojena řadou opevnění.

## Legendy

### Legenda o Mirzovi
Jakmile Mirza (titul mughalských princů udělený Džaj Singhovi I.) dokončil stavbu Diwan-i-Khas, donesly se zprávy o její kráse k uším panovníka Džahángíra. Toho velmi rozčílilo, že by ho jeho vlastní vazal překonal v kráse nějaké stavby a že Mirzovo poslední dílo zastínilo všechny dosavadní divy Džahángírova impéria. Za nejpozoruhodnější byly označovány sloupy z červeného pískovce, které byly vytesány s mimořádným vkusem a citem pro detail. V záchvatu žárlivosti nařídil, že tyto mistrovsky vytesané sloupy musí být zničeny a vyslal do Amberu vykonavatele, kteří měli dohlédnout na vykonání jeho příkazu.
Ovšem Mirza, ve snaze zachránit svou krásnou stavbu nelenil a nařídil překrýt výzdobu sloupů štukem. Vykonavatelé jeho trik neodhalili a vrátili se zpět ke svému vládci do Ágry se zprávou, že nádhera, o které se tolik mluví, je pouhým výmyslem. Mirzovi nevšímavé nástupce bohužel nikdy nenapadlo, že by měli jeho nádherné dílo, které se pod omítkou zachovalo v perfektním stavu, opět odkrýt. Takže dodnes může člověk záblesk jejich tehdejší krásy obdivovat pouze v případě, že odstraní vrstvu omítky.

### Legenda o dobytí Amberu

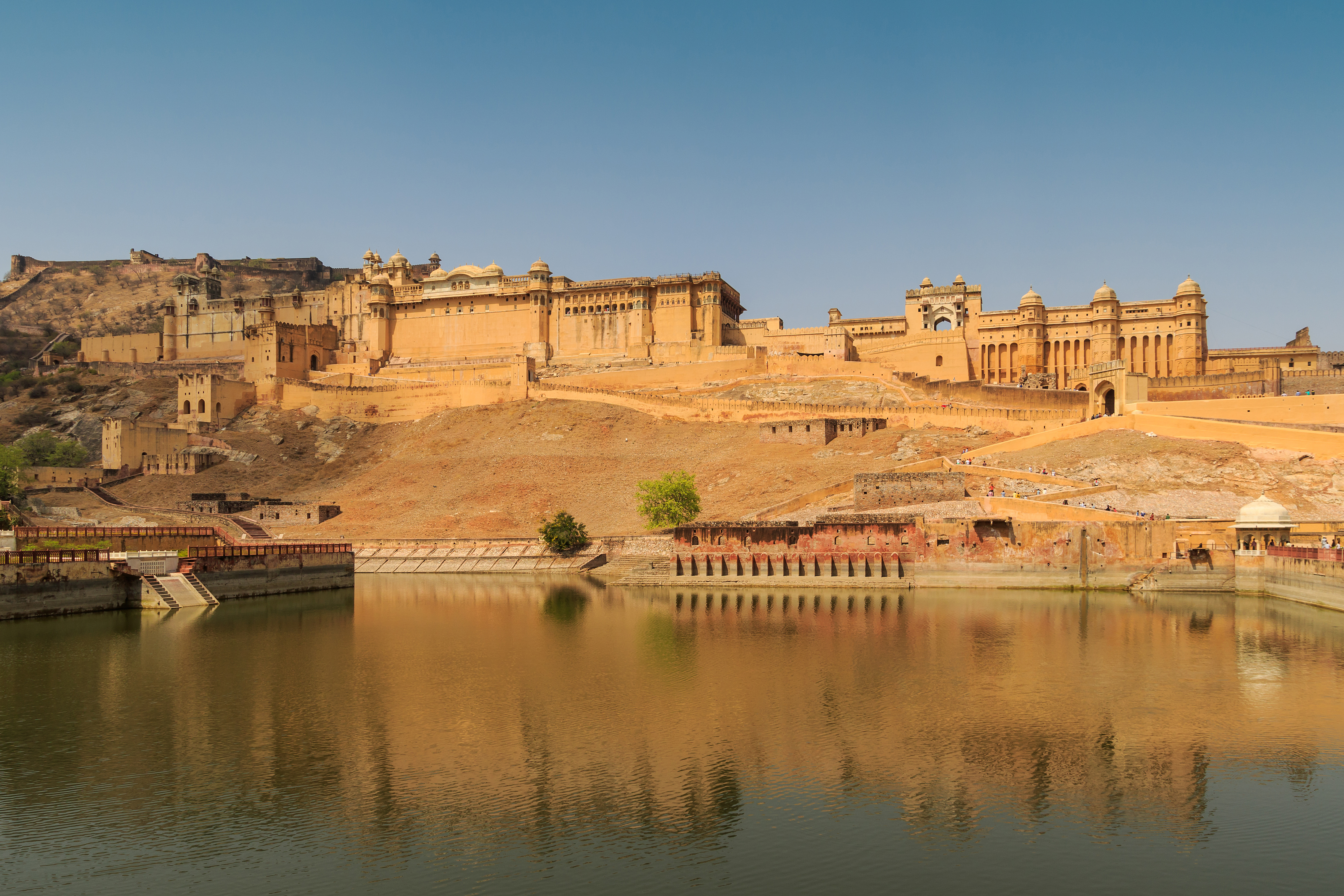
Pevnost Amber

Podle místního vyprávění, které spadá do 11. století, vůdce kmenového svazu Mínů, Ralun Singh, také známý jako Alan Singh Čanda z Khogongu, adoptoval rádžpútskou matku a její dítě, kteří na jeho panství hledali útočiště. Později náčelník poslal toto dítě (jménem Dhola Rao), do Dillí jako vyslance Mínského státu. Ten ovšem do Dillí nikdy nedorazil, místo toho se nevděčně vrátil s dalšími rádžpútskými spiklenci a během svátku Diválí zmasakrovali Míny ve chvíli, kdy prováděli obřady. Mínskou tradicí bylo, že při vykonávání obřadů o Diválí nesměl být nikdo ozbrojen a proto se nemohli účinně bránit. Podle pověsti tehdy rádžpúti naplnili nádrže, ve kterých se Mínové koupali, až po okraj jejich mrtvými těly a tak Khogong dobyli. [Tod, II, 281] Kačhváhové postupně dobyli i další oblasti v okolí a ovládali tuto část Rádžasthánu až do 20. století. Podle pověsti si potom Dhola Rao podrobil i mínské město Sihra Gotra (později známé jako Džamva Rámgarh, ležící nedaleko na východ od Džajpuru a přesunul hlavní město království do Amberu.

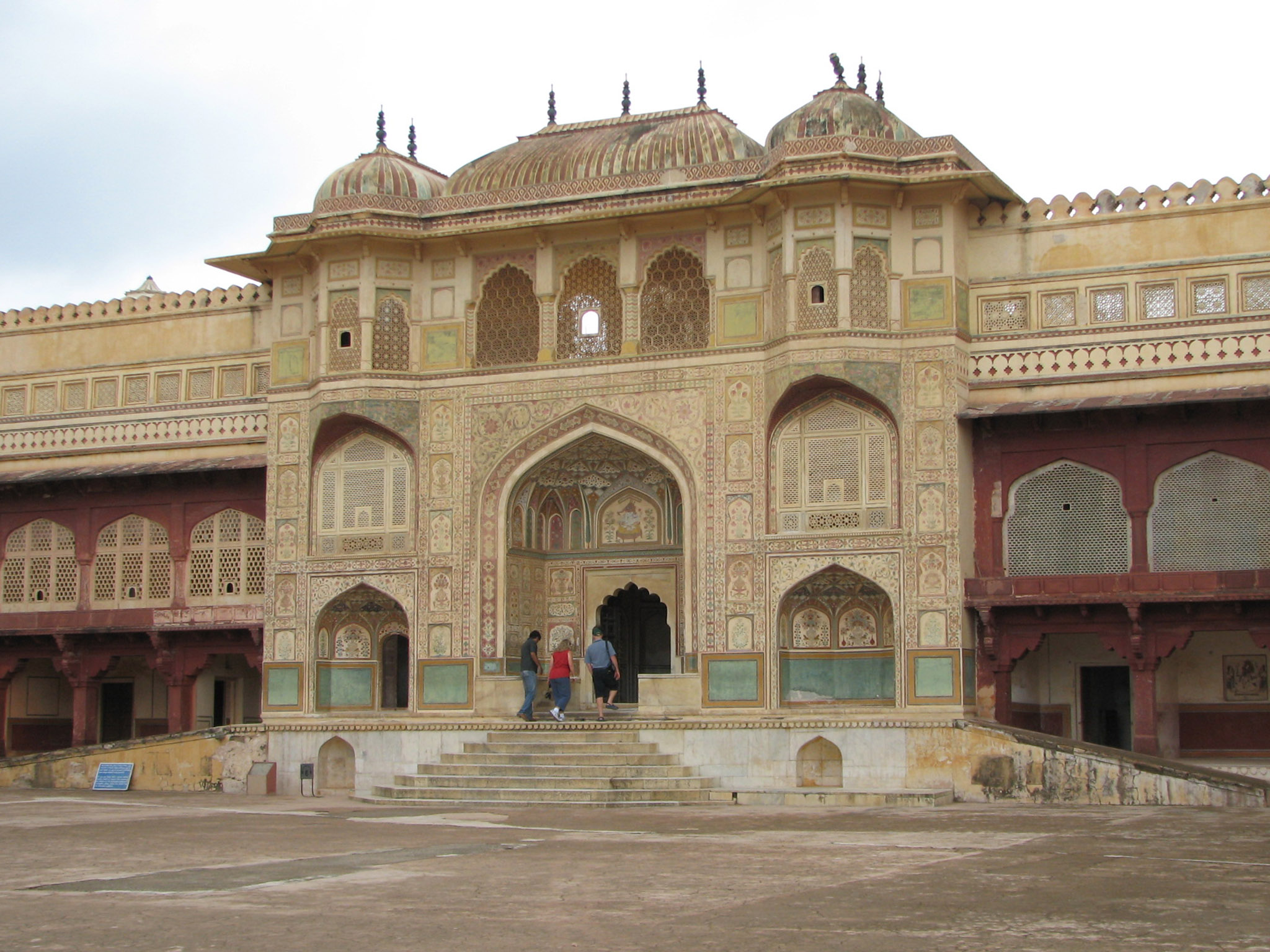
Vchod do pevnosti Amber

Mínové byli původními obyvateli Amberu, který zasvětili Ambě - bohyni Matce, které říkali Gatta Rání. Bývali to divocí a znamenití bojovníci, nicméně po těchto bojích se stali spojenci rádžpútů.
Tuto východní oblast Rádžasthánu, která se nazývá Dhúndhár, neovládali jen Mínové, ale také rádžpúti z jiných klanů, např. Bargudžar a Čauhán. Kačhváhové se sem přistěhovali od města Gválijar v Madhjapradéši.
Toto vyprávění se neshoduje se zaznamenanou genealogií Kačhváhů. Podle ní se Amber stal jejich hlavním městem kolem roku 1037 za krále Kankala, který byl synem krále Dulhy. Ten vládl ve městě Dausa. Dulha, který žil do r. 1036, nedobyl Amber, ale pouze blíže ležící Džamva Rámgarh.